# Xã Allison, Quận Clinton, Pennsylvania
Xã Allison (tiếng Anh: Allison Township) là một xã thuộc quận Clinton, tiểu bang Pennsylvania, Hoa Kỳ. Năm 2010, dân số của xã này là 193 người.